# Truyền thông học

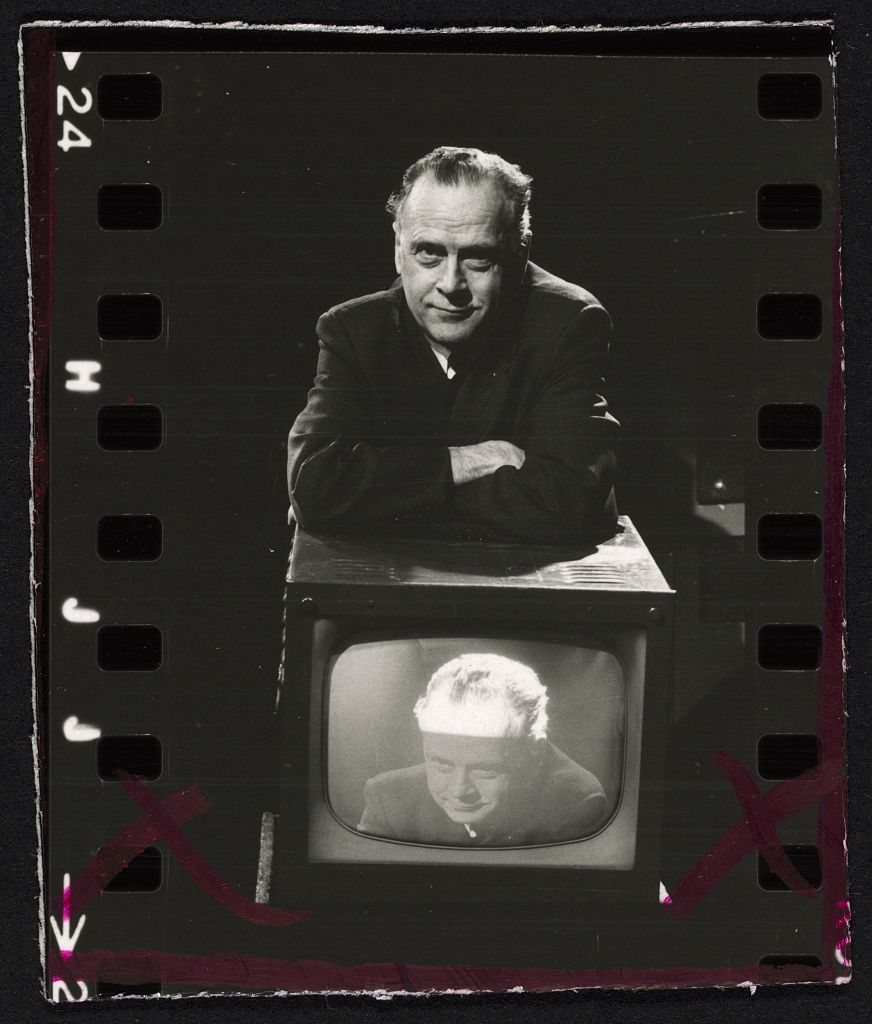
Marshall McLuhan, cha đẻ của ngành truyền thông học.

Truyền thông học (tiếng Anh: Media studies) là một lĩnh vực học thuật và nghiên cứu liên quan đến nội dung, lịch sử và tác dụng của các phương tiện truyền thông khác nhau, đặc biệt là truyền thông đại chúng. Truyền thông học có thể dựa trên các lĩnh vực của cả khoa học xã hội và nhân văn, nhưng chủ yếu là từ các ngành cốt lõi của nó về truyền thông đại chúng, truyền thông, khoa học truyền thông và nghiên cứu truyền thông.
Các nhà nghiên cứu cũng có thể phát triển và sử dụng các lý thuyết và phương pháp từ các ngành bao gồm văn hóa học, tu từ học (bao gồm hùng biện kỹ thuật số), triết học, lý luận văn học, tâm lý học, chính trị học, kinh tế chính trị, kinh tế học, xã hội học, nhân loại học, lý thuyết xã hội, lịch sử và phê bình nghệ thuật, lý thuyết điện ảnh và lý thuyết thông tin.